# Nita Strauss
Vinita Sandhya (Nita) Strauss (Los Angeles, 7 december 1986) is een Amerikaanse gitariste. Nita Strauss is voornamelijk bekend als gitariste in de begeleidingbands van Alice Cooper en Demi Lovato, en heeft een eigen carrière als soloartieste.

## Carrière
Nita verliet vroegtijdig de middelbare school om gitariste te worden. Ze ging eerst met een eigen band op pad, Lia-Fail. Daarna was ze van 2011 tot en met 2015 gitariste bij de Iron Maiden tributeband The Iron Maidens, een band die volledig uit vrouwen bestond. In juni 2014 werd Strauss gevraagd om gitariste Orianthi te vervangen als de gitarist van Alice Cooper voor de overblijvende shows van 2014. Ze is de vaste gitariste van Alice Cooper sinds dan. In de zomer van 2022 sloot Strauss zich aan bij de begeleidingsband van Demi Lovato. In 2018 bracht Strauss haar eerste solo album uit Controlled Chaos.

## Privé
Nita Strauss heeft een relatie met drummer Josh Villalta. Strauss beoefent de sporten, Muay Thai en Braziliaans Jiu-Jitsu, en post blogs over fitness op sociale media. In 2019 lanceerde Strauss de fitnessuitdaging Nita Strauss: Body Shred, met een begeleidend e-book getiteld Body Shred: Your Guide to Feeling and Looking like a Rock Star. Strauss is een fan van de Los Angeles Rams. Ze treedt regelmatig op bij Rams-wedstrijden in het Sofi Stadium. 

## Discografie

### Solo
- 2018: Controlled Chaos (Sumerian Records)
- 2023: The Call of the Void (Sumerian Records)

#### Singles
| Jaar | Nummer                                    | Album                |
| ---- | ----------------------------------------- | -------------------- |
| 2017 | Pandemonium                               | Controlled Chaos     |
| 2021 | Dead Inside (met David Draiman)           | The Call of the Void |
| 2022 | Summer Storm                              | The Call of the Void |
| 2022 | The Wolf You Feed (met Alissa White-Gluz) | The Call of the Void |
| 2023 | Winner Takes All (met Alice Cooper)       | The Call of the Void |

### Alice Cooper
- 2017: Paranormal (earMUSIC)
- 2018: A Paranormal Evening With Alice Cooper at the Olympia Paris

- Gemeinsame Normdatei: 1241257388
- International Standard Name Identifier: 0000 0004 6682 8839
- Library of Congress Control Number: ns2019000096
- MusicBrainz: e73db0bc-22eb-4589-9c6b-f35ad14f5647
- Nationale Bibliotheek van Tsjechië: hka20241238523
- Virtual International Authority File: 13154800160256191486